# Rodrigo Vergilio
Rodrigo Vergilio (ur. 13 kwietnia 1983) – brazylijski piłkarz występujący na pozycji napastnika.

## Kariera piłkarska
Od 2002 roku występował w Matonense, Noroeste, Ventforet Kofu, Atlética Flamengo, São Bernardo, Grêmio Barueri, Comercial, Thespa Kusatsu, Cerezo Osaka, Shonan Bellmare, Al-Nasr, Al Kuwait, Al-Nasr, Al Qadsia, Nadi asz-Szab, Dubai, Náutico, Dibba Al Fujairah, Royal Thai Navy i Chonburi.